# 有机氟化学

一些有机氟化合物的分子空间填充模型：
A：氟甲烷
B：异氟烷
C：二氯二氟甲烷
D：1,1,1,2-四氟乙烷
E：三氟甲磺酸
F：聚四氟乙烯
G：全氟辛烷磺酸
H：氟尿嘧啶
I：氟西汀

有机氟化学是研究有机氟化合物——含有碳－氟键（C-F）化合物的性质的有机化学分支。氟原子的引入常常导致有机化合物产生独特的物理、化学性质和生理活性，因而在许多尖端技术和重大工业项目及医药、农药和催化工业中都对含氟化合物进行广泛而深入的研究和应用。另一方面，有些有机氟化合物也是环境污染物，造成臭氧层破坏、全球变暖、生物累积和生物毒性。
有机氟化合物可通过一些氟化试剂反应得到。

## 性质
有机氟化合物特别是全氟化合物具有一些不一般甚至是非常特殊的物理化学性质，它们被用于从药物化学到材料科学等多个科学领域中。物理性质方面，有机氟化物的性质主要是由两个因素所控制的：一是氟的高电负性和较小的原子半径，氟原子的2s和2p轨道与碳的相应轨道尤其匹配；二是由此产生的氟原子的特别低的可极化性。
碳-氟键是有机化学中已知的最强的化学键，它不仅较短，而且是高度极化的，其偶极矩在1.51D左右。不过全氟碳烷分子中由于所有局部偶极矩相互抵消，却是属于十分非极性的溶剂，很多情况下比相应的碳烷的介电常数还低；对比之下，部分氟化的碳烷分子的偶极矩则较高。
氟原子仅比氢原子稍大（范德华半径比氢原子大23%），而且具有很低的可极化性，因此全氟碳烷的分子结构和分子动力学也受到影响。直链碳烷是线性锯齿形构型，全氟碳烷则为了避免1-和3-位上氟原子间的电子和立体排斥，而采取螺旋形结构。
全氟烷烃的沸点要比相同分子量的烷烃低很多，而且由于全氟烷烃的低可极化性，造成它与其他烃类溶剂的混溶性很差，从而产生所谓液相的第三相，即相对于水相和有机相的氟相。

## 应用
有机氟化物在医药工业中有非常重要的应用。目前上市的新药中，每年大约有15-20%都是有机氟化合物。在含氟的药物分子中，通常氟的含量都比较低，每个引入的氟原子或含氟基团都有其特定的目的。总体上看，氟原子对药物分子的影响主要有：
1. 氟的引入不使分子发生明显的立体构型变化，但使分子的电子性质产生很大的改变。这是由于氟原子虽然与氢原子大小相似，但却具有很大的电负性。
2. 在芳环氟代、π体系的邻位氟代和全氟烷基链等情况下，氟的引入对于分子的亲脂性是有利的。
3. 高电负性的氟原子可作为氢键受体或氢键供体的活化者，或者借由立体电子效应，稳定分子的一些构象。芳环上的氟代增强了芳环其他氢原子的酸性，使其更容易成为氢桥的供体；同时，富电子的芳环π体系也可以作为氢桥的受体。
4. 通过向底物引入氟原子，可以选择性地阻断一些不希望发生的代谢途径，让药物前体只转化为希望的生物活性物质，增加药物的生物利用度，稳定代谢和调整反应中心。
5. 含氟基团可用于生物等排体模拟一些不稳定或代谢后会产生有毒产物的官能团。
6. 含氟药物可以是基于机理的自杀性抑制剂，基于氢原子与氟原子在体积上的相似性和在反应性上的根本差别而发挥作用。5-氟尿嘧啶是此类抑制剂中最著名的一个例子。

用放射性氟原子进行标记的代谢物，如氟代脱氧葡萄糖，由于与它的同属物有相同的转化途径，常在医疗成像中用于获得代谢过程的具体信息。此外含氟化合物在医药化学中还有一类完全不同的应用类型，这些应用包括人造血、吸入式麻醉剂和呼吸液。在这些应用中不希望化合物参与任何生物化学转化，而有机氟化合物尤其是全氟化合物的高度惰性，正好满足了这个需要。

## 天然产物
与氟元素在药物中的广泛应用形成鲜明对比的是天然有机产物中氟元素的缺乏。与上千种含氯、溴和碘的天然有机分子不同的是，迄今为止，人们发现的含氟天然产物仍然屈指可数。如果将天然存在的一类尾端还有氟原子的脂肪酸看作是一种化合物的话，则生物来源的含氟有机物仅有6个——氟乙酸、(2R,3R)-2-氟代柠檬酸、氟丙酮、核杀菌素、4-氟-L-苏氨酸和氟代脂肪酸；而且这个数字也在减少中——以前认为是天然存在的含氟有机物，在现在由于实验证据不足而准确性遭到质疑。此外还有一些氟化合物是可以通过地质过程产生的，比如三氟一氯甲烷和二氟二氯甲烷。
生物来源的含氟有机物之少一般认为是由三个因素造成的：
1. 地表水中较低的氟离子浓度（对比[F−]=1.3ppm、[Cl−]=19000ppm），尽管氟是地壳中含量最多的卤素；
2. 水中的氟离子是高度溶剂化的，不易参与化学反应；
3. 氟正离子的不稳定性，致使氟不能像其他卤素一样以X+的形式被引入到分子中去（见加卤酶机制）。

在上述生物来源的含氟有机物中，最著名的是氟乙酸。它的毒性和在植物中的存在是很早就已知的，也曾被大量合成作为杀鼠剂使用。氟乙酸是作为乙酸的竞争性抑制剂，通过阻断柠檬酸循环中草酰乙酸向柠檬酸的转化（产生的氟代柠檬酸不能再进行消除产生顺乌头酸）而产生作用。其生物合成的机制是在2008年才探明的，S-腺苷基蛋氨酸(SAM)作为合成前体，在氟化酶催化下与氟离子发生亲核取代，生成含氟中间物，再经磷酸化酶、异构酶、醛缩酶和脱氢酶催化的多步反应转化为氟乙酸。